# 布里斯托尔镇区 (阿肯色州福克纳县)
布里斯托尔鎮區（英語：Bristol Township）是位於美國阿肯色州福克納縣的一個行政鎮區。

## 地方資料
布里斯托尔鎮區的面積為40.61平方千米，當中陸地面積為40.44平方千米，而水域面積為0.17平方千米。根據2010年美國人口普查的數據，當地共有人口223人，而人口密度為每平方千米5.49人。